# Astragalus coelestis
Astragalus coelestis är en ärtväxtart som beskrevs av Pierre Edmond Boissier. Astragalus coelestis ingår i släktet vedlar, och familjen ärtväxter. Inga underarter finns listade i Catalogue of Life.